# 塔孩
塔孩·拔都儿（Taγai ba'atur）又作塔孩、塔乞，是蒙古帝国成吉思汗属下的千户长，出自逊都思氏。《圣武亲征录》《元史》作塔海，《史集》作تقاى （taqāī）、تاکى （tākī）。
塔孩骁勇善战，号“把阿秃儿”（勇士）。1189年，塔孩与兄赤勒古台、弟泰亦赤兀歹由札木合处归附铁木真（成吉思汗），共同拥戴铁木真即蒙古本部汗位。塔孩与察兀儿罕、阿兒孩合撒兒、速客该一起被铁木真授予急递使者（远箭近箭士、忽剌海）的职位，管理前锋巡察之事，又称塔孩忽剌海。根据《元朝秘史》，铁木真在委托这四个人担任这一职务时，告诉这四个人要“做远箭和近箭”。随从铁木真参加统一蒙古诸部的战争。1193年，奉命和速客该去西辽迎接穷困潦倒的克烈部王汗。1203年，铁木真被王汗在合兰真沙陀击败后，塔孩与铁木真等共饮班朱尼水誓盟拒敌。王汗败亡后，以功赐一百只儿斤人为奴。1206年，蒙古帝国建立后，塔孩被封千户长，居功臣表24位。领阿答儿斤、赤那思等部人游牧于也儿的石河（今额尔齐斯河）流域原林木中百姓驻地。1219年，随成吉思汗西征，与速亦客禿·扯兒必、阿剌黑同掌一军，连破别纳客忒、忽毡等城，卓有战绩。他的孙子是阿塔海。

## 传记资料
- 《新元史》卷132 列传第二十九